# Дзекіль світлоголовий
Дзе́кіль світлоголовий (Gecinulus grantia) — вид дятлоподібних птахів родини дятлових (Picidae). Мешкає в Гімалаях і Південно-Східній Азії.

## Опис
Довжина птаха становить 25-27 см. У самців номінативного підвиду верхня частина спини темно-оливкова, решта верхньої частини тіла, включно з покривними перами крил і хвоста тьмяно-бурувато-червоні. Першорядні махові пера коричневі з вузькими червонуватими краями на зовнішніх опахалах, поцятковані широкими охристими смугами. Хвіст широкий, стернові пера чорнувато-коричневі з червонуватими краями, поцятковані широкими охристими смугами. Надхвістя рівномірно темно-оливкове або коричнювато-оливкове. Нижня сторона крил бурувата, нижні покривні пера крил пістряві, сіро-білуваті. Нижні покривні пера хвоста темно-оливкові або коричнювато-оливкові з тьмяно-зеленувато-жовтим відтінком.
Тім'я, невеликий чуб на ньому і потилиця зеленувато-жовті. Пера в центральній частині тімені рожеві з червоними кінчикамим, що формують пляму. Решта голови і шия зеленувато-охристі або блідо-оливково-коричневі з жовтуватим відтінком. Підборіддя і горло більш темн і більш оливкові. Дзьоб короткий, долотоподібний, широкий біля основи, ніздрі оперені. Він має блідо-рогове забарвлення з легким сизуватим або жовтуватим відтінком, біля основи більш темний, сірий або зеленуватий. Райдужки червоні або червонувато-карі. Лапи оливково-зелені.
Самиці мають подібне забарвлення, однак червонувата пляма на тімені у них відсутня, тім'я у них повністю жовтувато-зелене, потилиця більш жовта. У представників підвиду G. g. indochinensis верхня частина тіла більш тьмяно-червона, ніж у представників номінативного підвиду, голова з боків більш сіра і менш жовта, нижня частина тіла більш попелясто-коричнева і менш оливкова, тьмяно-охристі смуги на крилах більш широкі, і також поширені на другорядні махові пера. Червонувата пляма на тімені у самців має більш рожевий відтінок. Представники підвиду G. g. viridanus мають більші розміри, ніж представники двох інших підвидів, хвіст у них відносно довший, однак дзьоб коротший. Верхня частина тіла більш оливкова і менш червона, лише верхні покривні пера крил помітно червоні, нижня частина тіла переважно сірувато-коричнева. Пляма на тімені у самців невелика, тьмяно-рожева.

## Підвиди
Виділяють три підвиди:
- G. g. grantia (Horsfield, 1840) — від східного Непалу і Північно-Східної Індії до західної М'янми і західного Юньнаня;
- G. g. viridanus Slater, HH, 1897 — південний схід Китаю (Фуцзянь, північний Гуандун);
- G. g. indochinensis Delacour, 1927 — від південно-західного Юньнаня до північно-західного Таїланда, Лаоса і В'єтнама.

## Поширення і екологія
Світлоголові дзекілі мешкають в Непалі, Бутані, Індії, Бангладеш, Китаї, М'янмі, Таїланді, Лаосі і В'єтнамі. Вони живуть у вологих тропічних лісах і в бамбукових заростях. Зустрічаються парами або невеликими сімейними зграйками, переважно на висоті до 1000 м над рівнем моря, місцями на висоті до 1200 м над рівнем моря. Живляться мурахами, личинками жуків та інших комах, яких вони шукають в нижньому ярусі лісу на стовбурах невеликих дерев і великих бамбуків, рідше на верхівках дерев, на землі або серед хмизу. Сезон розмноження у світлоголових дзекілів триває з березня по травень. Ці птахи гніздяться в дуплах сухих дерев або пнів, на висоті від 1 до 6 м над землею. В кладці 3 яйця.